# Castelul Vaux-le-Vicomte

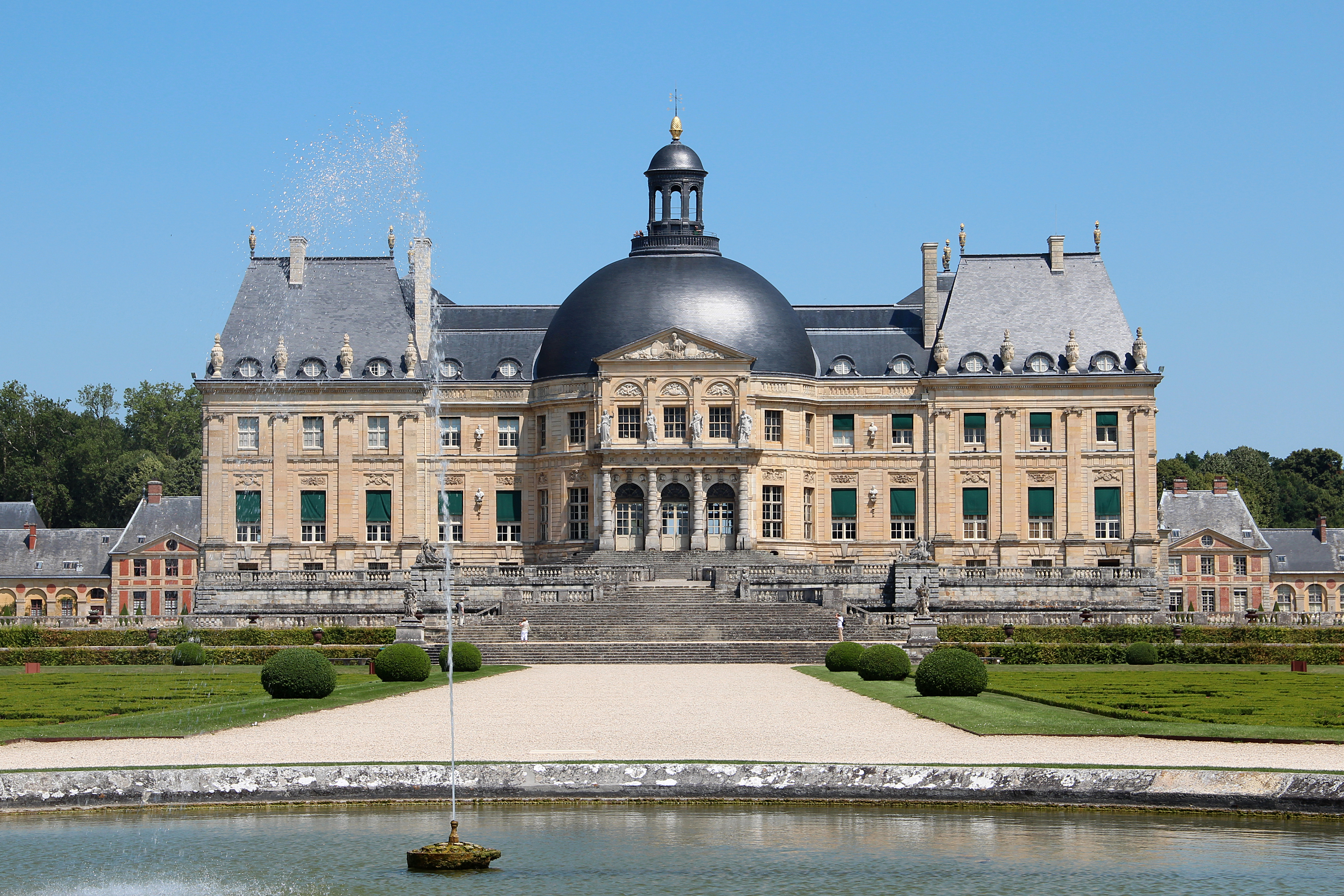
Vedere dinspre grădina castelului

Castelul Vaux-le-Vicomte este un castel francez în stil baroc, situat în Maincy, în apropiere de Melun, la 55 de km sud-est de Paris.
Construit între 1658-1661 pentru Nicolas Fouquet, marchiz de Belle Île, viconte de Melun și Vaux, superintendent al finanțelor regelui Ludovic al XIV-lea, castelul a fost o lucrare de arhitectură influentă de la mijlocul secolului al XVII-lea în Europa. La Vaux-le-Vicomte, arhitectul Louis Le Vau, arhitectul de peisaj André Le Nôtre și pictorul decorator Charles Le Brun au lucrat împreună pentru primul proiect amplu. Parteneriatul lor a marcat începutul "stilului Ludovic al XIV-lea" combinând arhitectura, designul interior și designul de peisaj. Axa vizuală pronunțată a grădinii castelului este un exemplu al acestui stil.

## Istoric

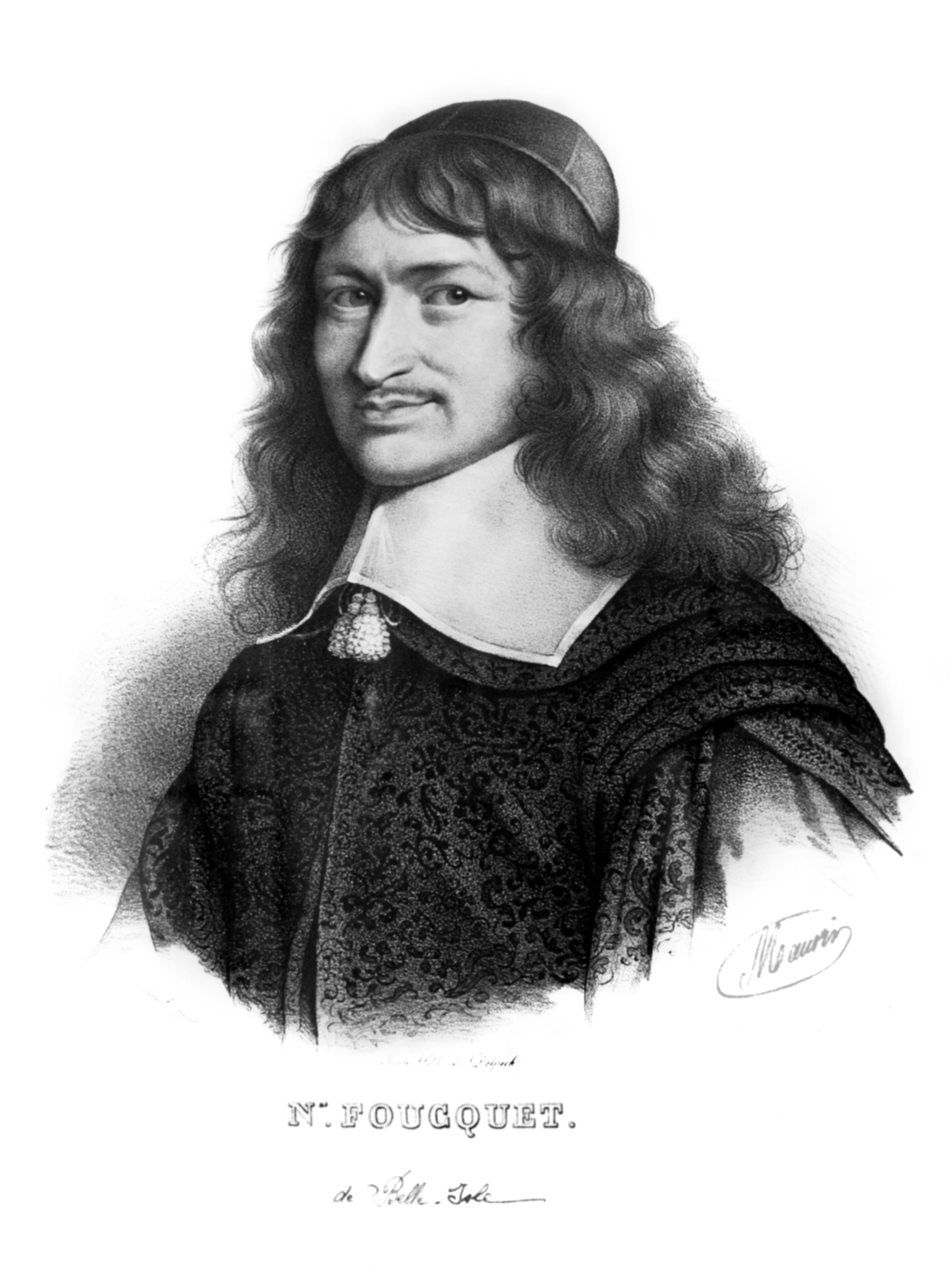
Fouquet

Odată un mic castel localizat între reședințele regale Vincennes și Fontainebleau, domeniul Vaux-le-Vicomte a fost cumpărat de Nicolas Fouquet în 1641. La acel moment el era un tânăr ambițios de 26 de ani, mambru al Parlamentului din Paris. Fouquet a fost un avid patron al artelor, atrăgând numeroși artiști cu generozitatera sa.
Când Fouquet a devenit administratorul finanțelor regelui Ludovic al XIV-lea în 1657, el i-a angajat pe Le Vau, Le Brun și Le Nôtre să-i renoveze domeniul și grădina pentru a se potrivi cu marile sale ambiții. Ulterior, personalitatea artistica și cultivată a lui Fouquet a scos cea fost mai bun din cei trei.
Pentru a asigura cele necesare pentru planurile elaborate pentru gradina și castelul Vaux-le-Vicomte, Fouquet a achiziționat și demolate trei sate. Sătenii strămutați au fost angajați pentru întreținerea și menținerea grădinii. S-a spus  că a angajat optsprezece mii de muncitori și că l-a costat 16 milioane de livre.
Castelul și patronul său au devenit, pentru o perioadă scurtă de timp, un centru de sărbători fine, literatură și arte. Poetul La Fontaine și dramaturgul Molière au fost printre artiștii apropiați de Fouquet. La inaugurarea Vaux-le-Vicomte, s-a jucat o piesă a lui Molière împreună cu un eveniment cină organizat de François Vatel și un spectacol impresionant de focuri de artificii.
Castelul era generos, rafinat și orbitor privirii, însă aceste caracteristici s-au dovedit tragice pentru proprietar: regele l-a arestat pe Fouquet la scurt timp după faimoasa sa sărbătoare care a avut loc la 17 august 1661, unde a avut loc premiera piesei 'Les Fâcheux' a lui Molière.
Celebrarea a fost prea impresionantă și casa administratorului prea luxoasă. Intențiile lui Fouquet au fost de a-l flata pe rege: o parte din Vaux-le-Vicomte a fost de fapt construită special pentru rege, dar planul lui Fouquet a dat greș. Jean-Baptiste Colbert l-a făcut pe rege să creadă că măreția ministrul său a fost finanțată prin deturnarea de fonduri publice. Colbert, care l-a înlocuit pe Fouquet ca administrator al finanțelor, l-a arestat. Mai târziu, Voltaire a rezumat celebra sărbătoare astfel: "La 17 august, la șase seara, Fouquet a fost regele Franței: la două dimineață era un nimeni". La Fontaine a descris sărbătoarea și la scurt timp după aceea a scris Elégie aux nymphes de Vaux.
După arestarea pe viață a lui Fouquet și după ce soția lui a fost exilată, Vaux-le-Vicomte a fost sechestrat. Regele a sechestrat, confiscat sau achiziționat 120 de tapiserii, statui și toți portocalii de la Vaux-le-Vicomte. Apoi, el a trimis echipa de artiști (Le Vau, Le Notre și Le Brun) pentru a proiecta ceea ce urma a fi un proiect mult mai mare decât Vaux-le-Vicomte, palatul și grădinile de la Versailles.

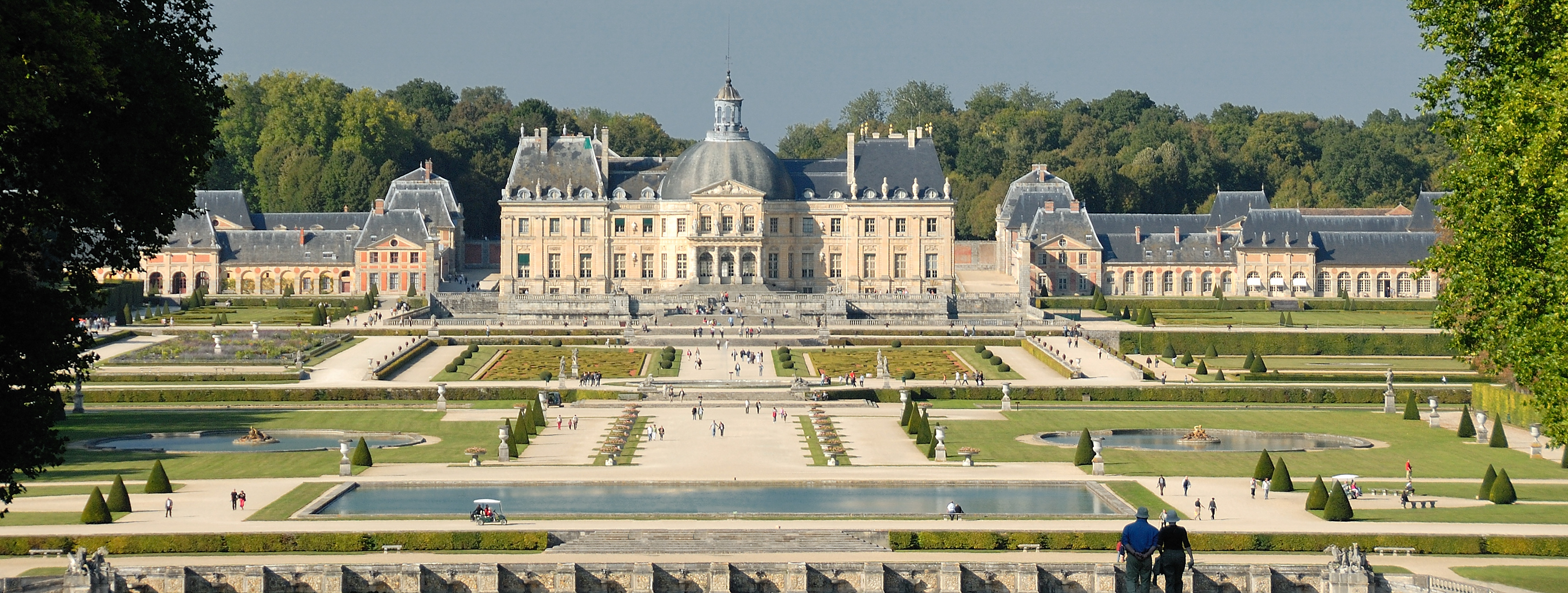
Fațada de sud a Castelului Vaux-le-Vicomte

Mareșalul Villars devine noul proprietar, fără să vadă mai întâi castelul. În 1764, fiul mareșalului a vândut domeniul ducelui de Praslin, ai cărui descendenți vor menține proprietatea timp de peste un secol. Uneori este greșit raportat că palatul a fost scena unei crime în 1847, atunci când ducele Charles de Choiseul-Praslin și-a ucis soția în dormitorul ei, dar acest lucru nu s-a întâmplat la Vaux-le-Vicomte ci la reședința ducelui din Paris.
În 1875, după treizeci de ani de neglijare, domeniul a fost vândut lui Alfred Sommier într-o licitație publică. Castelul era gol, unele dintre clădirile anexe erau în ruină și faimoasele grădini erau acoperite de plante crescute. Marea sarcină de restaurare și renovare a început sub conducerea arhitectului Gabriel-Hippolyte Destailleur asistat de arhitectul peisagist Elie Lainé. Când Sommier a murit în 1908, castelul și grădinile își recăpătaseră aspectul original. Fiul său, Edme Sommier, și nora sa au dus la îndeplinire sarcina. Astăzi, descendenții lui continuă să preserve castelul, care a rămas proprietatea lui Patrice și Cristina de Vogüé, contele și contesa de Vogüé. Castelul este administrat de cei trei fii ai lor: Alexandre, Jean-Charles și Ascanio de Vogüé. Recunoscut de stat ca monument istoric, este deschis publicului în mod regulat.